# Penektomia

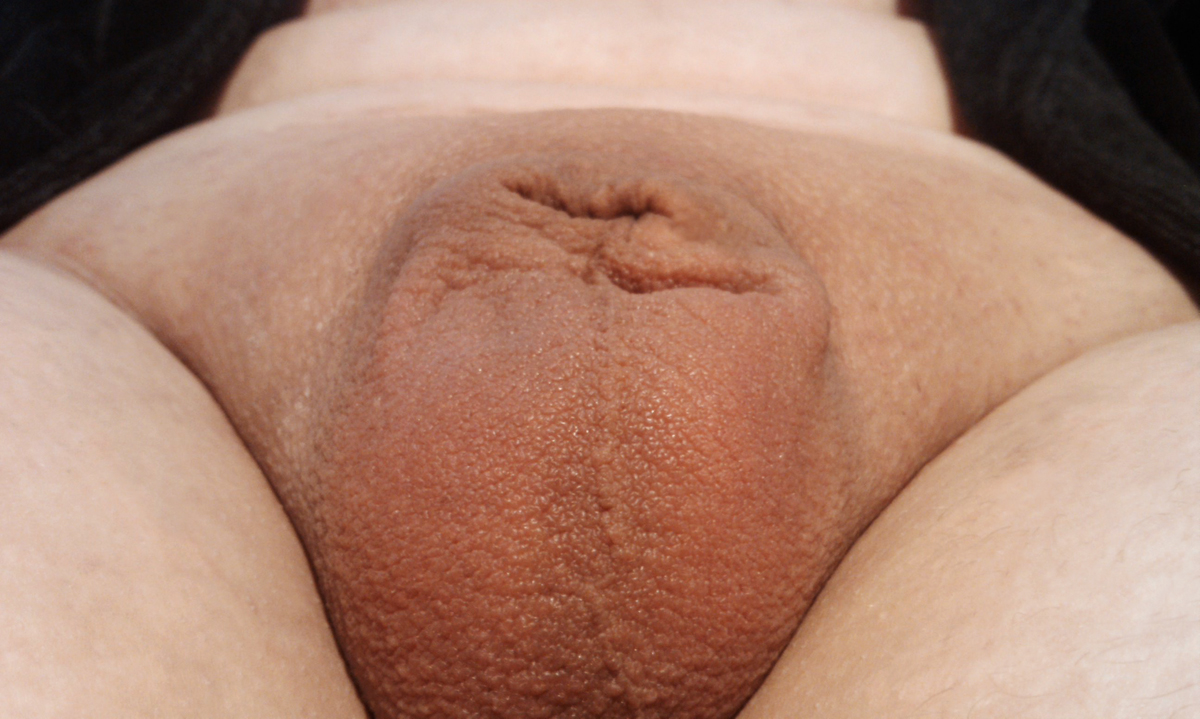
Penektomia

Penektomia – zabieg chirurgiczny, polegający na częściowej lub całkowitej amputacji prącia, najczęściej z powodu nowotworu tego narządu.